# کمبریت
کمبریت (به فرانسوی: Combrit) یک کمون (فرانسه) در فرانسه است که در فینیستر واقع شده‌است. کمبریت ۲۴٫۱۳ کیلومتر مربع مساحت دارد.

## خواهرخوانده
شهر گرافنهاوزن خواهرخواندهٔ کمبریت هست.